# Minion
Minion é um nome de um tipo formatado por Robert Slimbach em 1990 para Adobe Systems. O nome vem do tradicional sistema nomeador para tamanhos de tipos, no qual Minion está entre corpo e tipo de corpo. Ela é inspirada pela tipografia do fim da era da Renascença.

## Usabilidade
Em 2003, a Universidade Brown adotou o Minion como o tipo do logo da universidade; Purdue University comumemte usa Minion para o corpo do texto de todo o Escritório Universitário.